# Bantheville
Bantheville ist eine französische Gemeinde mit 103 Einwohnern (Stand: 1. Januar 2022) im Département Meuse in der Region Grand Est (vor 2016: Lothringen). Die Gemeinde gehört zum Arrondissement Verdun, zum Kanton Clermont-en-Argonne und zum Gemeindeverband Pays de Stenay et du Val Dunois. Die Einwohner werden Banthevillois genannt.

## Geographie
Bantheville liegt etwa 38 Kilometer nordnordwestlich von Verdun am Fluss Andon.
Umgeben wird Bantheville von den Nachbargemeinden Tailly im Norden, Aincreville im Nordosten und Osten, Cléry-le-Grand im Osten, Cunel im Südosten, Romagne-sous-Montfaucon im Süden sowie Landres-et-Saint-Georges im Westen.

## Bevölkerungsentwicklung
| Jahr                       | 1962 | 1968 | 1975 | 1982 | 1990 | 1999 | 2006 | 2011 | 2019 |
| Einwohner                  | 165  | 144  | 128  | 133  | 139  | 140  | 131  | 131  | 113  |
| Quellen: Cassini und INSEE |      |      |      |      |      |      |      |      |      |

## Sehenswürdigkeiten
- Kirche Saint-Rémy, vormalige Kirche von 1724 im Ersten Weltkrieg zerstört, heutiger Kirchbau 1920 bis 1924 errichtet
- Turmruine der früheren Burg von Bolandre

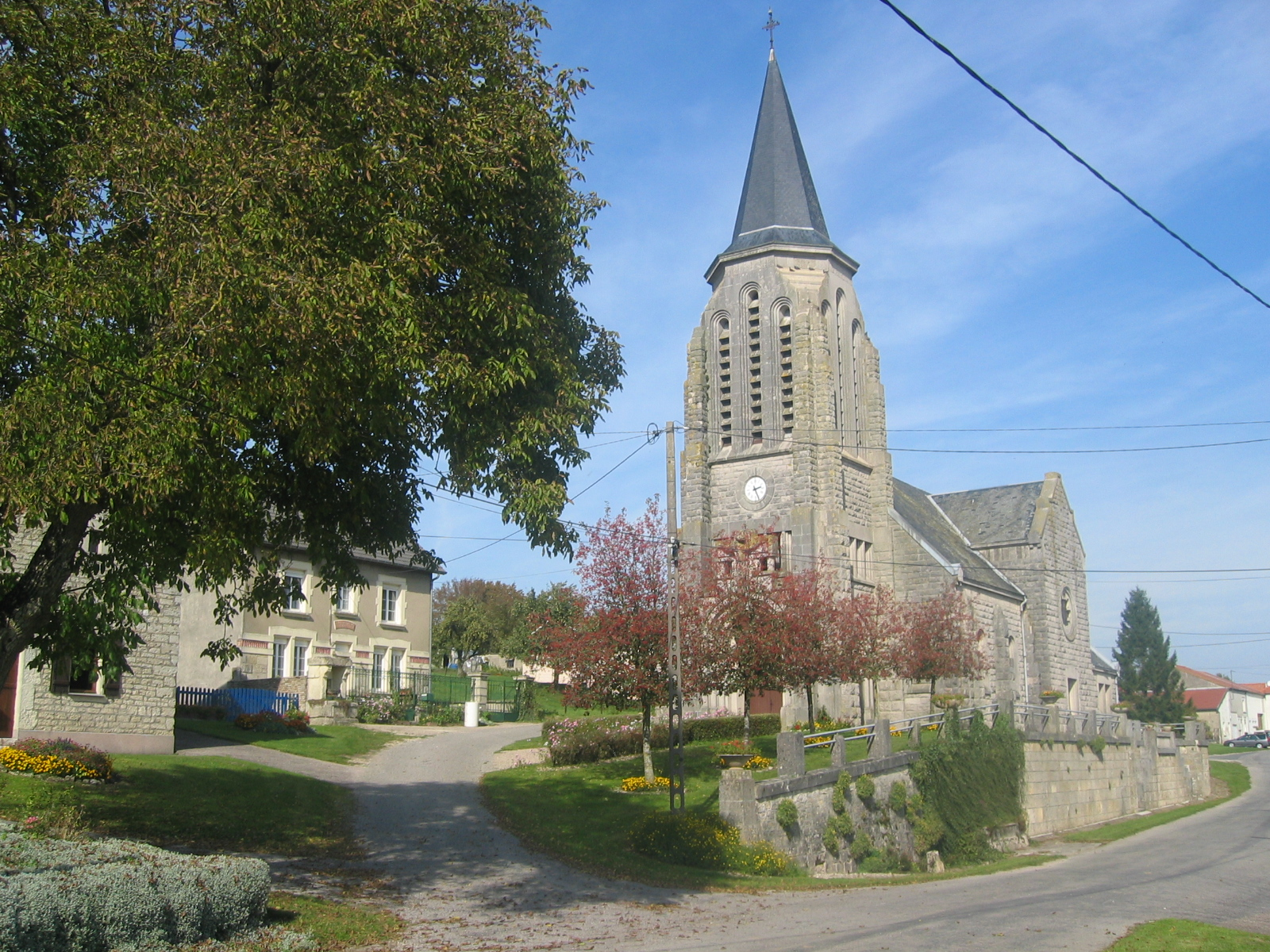
Kirche Saint-Rémy